# Oziorki (sielsowiet oziorski)
Oziorki (ros. Озёрки) – wieś w Rosji, w Kraju Ałtajskim, w rejonie talmieńskim. W 2010 liczyła 5082 mieszkańców.